# Bulgarije op het Junior Eurovisiesongfestival
Bulgarije neemt sinds 2007 deel aan het Junior Eurovisiesongfestival.

## Geschiedenis

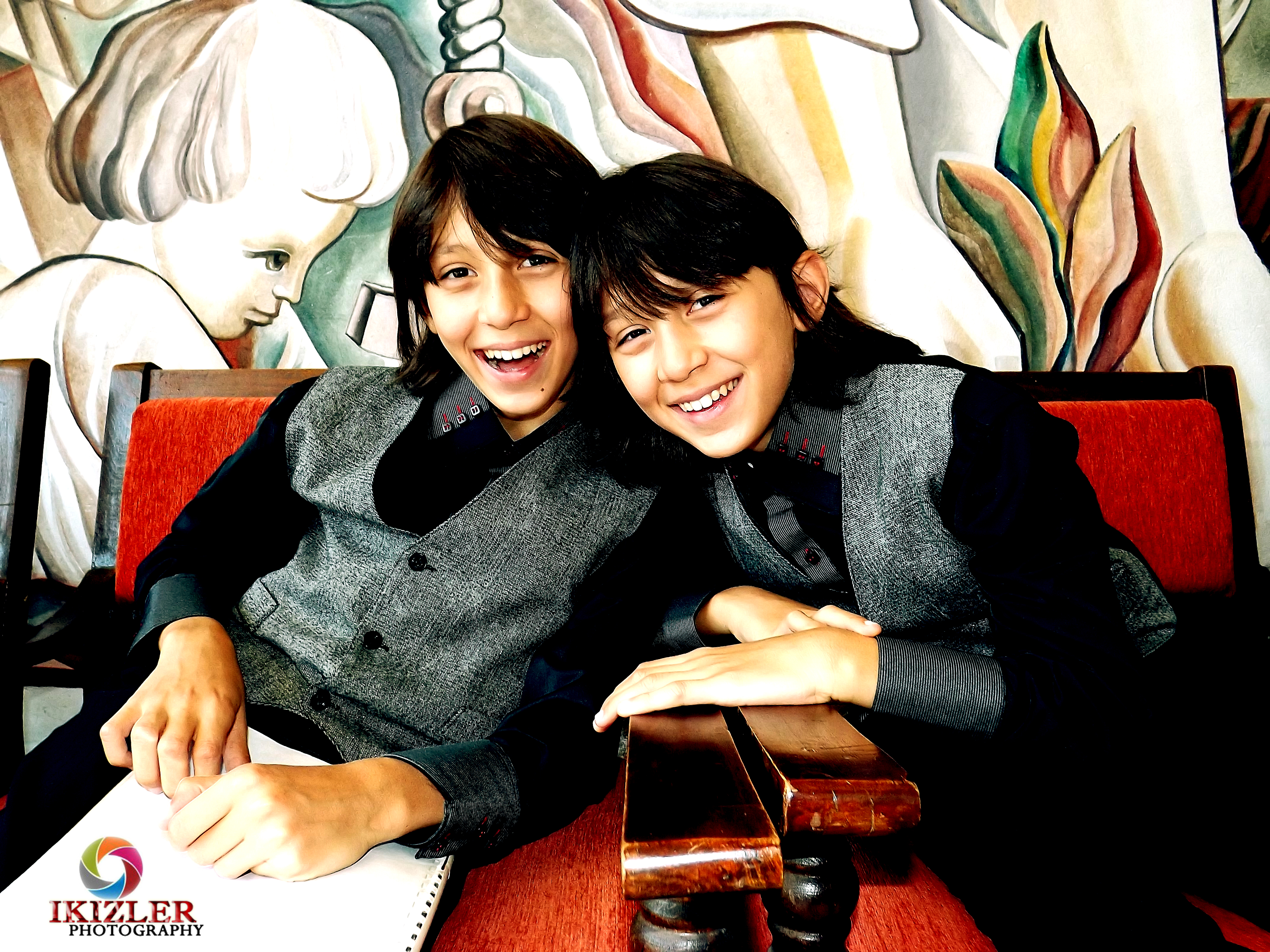
De tweelingbroers Hasan & Ibrahim werden in 2014 tweede samen met Krisia.

Bulgarije maakte zijn debuut op het Junior Eurovisiesongfestival 2007 in Rotterdam. Als eerste inzending werd gekozen voor de groep Bon-Bon, die met 86 punten de zevende plaats behaalde. Een jaar later werd Bulgarije vertegenwoordigd door de 14-jarige Krestiana Kresteva, maar zij belandde op de laatste plaats met maar vijftien punten. Deze score was opgebouwd uit twaalf standaardpunten die elke deelnemer kreeg en drie punten van Macedonië. Hierna besloten de Bulgaren zich van het Junior Eurovisiesongfestival terug te trekken.
In 2011 keerde Bulgarije weer terug op het evenement, hoewel dit aanvankelijk niet de intentie was geweest. Het land had zich in eerste instantie niet ingeschreven bij de EBU en stond bij het verstrijken van de deadline dus niet op de deelnemerslijst. Toen bleek dat het Junior Eurovisiesongfestival dat jaar slechts twaalf deelnemende landen zou tellen, kwam de organiserende Armeense omroep ARMTV in actie. In een poging het deelnemersaantal op te krikken werd aangeklopt bij de Bulgaarse omroep BNT, die zich twee maanden na de inschrijvingstermijn alsnog liet overhalen om deel te nemen. Een groot succes werd het niet, want met het liedje Superhero werd de elfjarige zanger Ivan Ivanov slechts achtste. Vervolgens deed Bulgarije wederom twee jaar niet mee aan de wedstrijd.
Nadat er op het festival een aantal veranderingen doorgevoerd waren, besloten de Bulgaren in 2014 weer een kans te wagen. Ze stuurden de tienjarige Krisia en de tweeling Hasan & Ibrahim naar Malta met het liedje Planet of the children. De voorbereidingen verliepen niet geheel vlekkeloos: tijdens de juryfinale, die een dag voor de grote finale plaatsvond, viel de stroom uit, waardoor het gedurende een uur helemaal donker was in de arena. Nadat het probleem verholpen was mocht het trio nog een keer optreden, maar besloten werd dat de jury's hun beoordelingen moesten baseren op de televisie-uitzending. De Bulgaarse inzending eindigde uiteindelijk op de tweede plaats, met 12 punten achterstand op het winnende Italië. Het was de beste prestatie van Bulgarije in de geschiedenis van het Junior Eurovisiesongfestival.
In 2015 was Bulgarije het gastland voor het Junior Eurovisiesongfestival van dat jaar. In eerste instantie zou deze editie in Italië plaatsvinden, maar al snel werd duidelijk dat de Italianen geen interesse hadden. Hierop kregen de Bulgaren de organisatie toegewezen. De show werd gehouden in de Arena Armeec in de hoofdstad Sofia. Bulgarije zelf werd vertegenwoordigd door het duo Gabriela & Ivan. Zij eindigden uiteindelijk met 62 punten op de negende plaats. In 2016 werd Bulgarije nogmaals negende met de deelname van Lidia Ganeva.
Na een herstructurering bij de directie van de Bulgaarse omroep was Bulgarije genoodzaakt zich terug te trekken voor het Junior Eurovisiesongfestival 2017 in Georgië. Ook in 2018 deed het land niet mee.
In 2021 keerde het na een afwezigheid van vijf jaar weer terug. Het bleek evenwel een eenmalige terugkeer.

## Lijst van Bulgaarse deelnames
| Jaar | Artiest                 | Lied                   | Plaats | Punten | Taal               |
| ---- | ----------------------- | ---------------------- | ------ | ------ | ------------------ |
| 2007 | Bon-Bon                 | Bonbolandia            | 7      | 86     | Bulgaars           |
| 2008 | Krestiana Kresteva      | Edna metsjta           | 15     | 15     | Bulgaars           |
| 2011 | Ivan Ivanov             | Superhero              | 8      | 60     | Bulgaars           |
| 2014 | Krisia, Hasan & Ibrahim | Planet of the children | 2      | 147    | Bulgaars           |
| 2015 | Gabriela & Ivan         | Colour of hope         | 9      | 62     | Bulgaars           |
| 2016 | Lidia Ganeva            | Valsjeben den          | 9      | 161    | Bulgaars en Engels |
| 2021 | Deni & Marti            | Voice of love          | 16     | 77     | Bulgaars en Engels |

| Kleur | Betekenis      |
| ----- | -------------- |
|       | Eerste plaats  |
|       | Tweede plaats  |
|       | Derde plaats   |
|       | Laatste plaats |
|       | Gastland       |

## Gegeven en gekregen punten
| Plaats | Land        | Punten |
| ------ | ----------- | ------ |
| 1      | Armenië     | 64     |
| 2      | Rusland     | 48     |
| 3      | Georgië     | 42     |
| 3      | Wit-Rusland | 42     |
| 5      | Malta       | 38     |

| Plaats | Land            | Punten |
| ------ | --------------- | ------ |
| 1      | Noord-Macedonië | 42     |
| 2      | Italië          | 38     |
| 2      | Nederland       | 38     |
| 4      | Malta           | 34     |
| 5      | Georgië         | 30     |

## Twaalf punten
(Een vetgedrukte editie betekent dat het land die editie won.)
| Aantal | Land            | Edities        |
| ------ | --------------- | -------------- |
| 2      | Armenië         | 2014, 2016 (K) |
| 2      | Georgië         | 2008, 2016 (J) |
| 1      | Malta           | 2015           |
| 1      | Noord-Macedonië | 2007           |
| 1      | Oekraïne        | 2021 (J)       |
| 1      | Rusland         | 2011           |

| Aantal | Land            | Edities  |
| ------ | --------------- | -------- |
| 1      | Cyprus          | 2014     |
| 1      | Ierland         | 2015     |
| 1      | Kroatië         | 2014     |
| 1      | Nederland       | 2014     |
| 1      | Noord-Macedonië | 2011     |
| 1      | Polen           | 2016 (J) |
| 1      | Servië          | 2014     |

## Festivals in Bulgarije
| Jaar | Plaats | Zaal         | Presentatoren |
| ---- | ------ | ------------ | ------------- |
| 2015 | Sofia  | Arena Armeec | Poli Genova   |